# Hexagram (singolo)
Hexagram è un singolo del gruppo musicale statunitense Deftones, pubblicato il 25 agosto 2003 come secondo estratto dal quarto album in studio Deftones.

## Video musicale
Il video, girato in bianco e nero, mostra fan entusiasti che entrano in un edificio per assistere a una performance live del brano. In quanto tale, la maggior parte del video si concentra su queste prestazioni.

## Tracce
Testi e musiche dei Deftones.
CD promozionale (Europa, Stati Uniti)
1. Hexagram – 4:08

CD singolo (Europa)
1. Hexagram – 4:09
2. Bloody Cape – 3:38
3. Lovers – 4:12
4. Hexagram (Video) – 4:09

7" (Regno Unito)
- Lato A

1. Hexagram – 4:09

- Lato B

1. Bloody Cape – 3:38

## Formazione
Gruppo
- Chino Moreno – voce, chitarra
- Abe Cunningham – batteria
- Chi Cheng – basso
- Frank Delgado – campionatore, tastiera
- Stephen Carpenter – chitarra

Altri musicisti
- Greg Wells – input arrangiamenti musicali

Produzione
- Terry Date – produzione, ingegneria del suono, missaggio
- Deftones – produzione
- Pete Roberts – ingegneria Pro Tools, ingegneria del suono aggiuntiva
- Sam Hofstedt – assistenza alla registrazione
- Sean Tallman – assistenza al missaggio

## Classifiche
| Classifica (2003)          | Posizione massima |
| -------------------------- | ----------------- |
| Regno Unito                | 68                |
| Regno Unito (rock & metal) | 11                |

## Cover
Nel 2010 il gruppo mathcore War from a Harlots Mouth ha eseguito una cover del brano, presente nella versione speciale dell'album MMX.